# Сремський округ

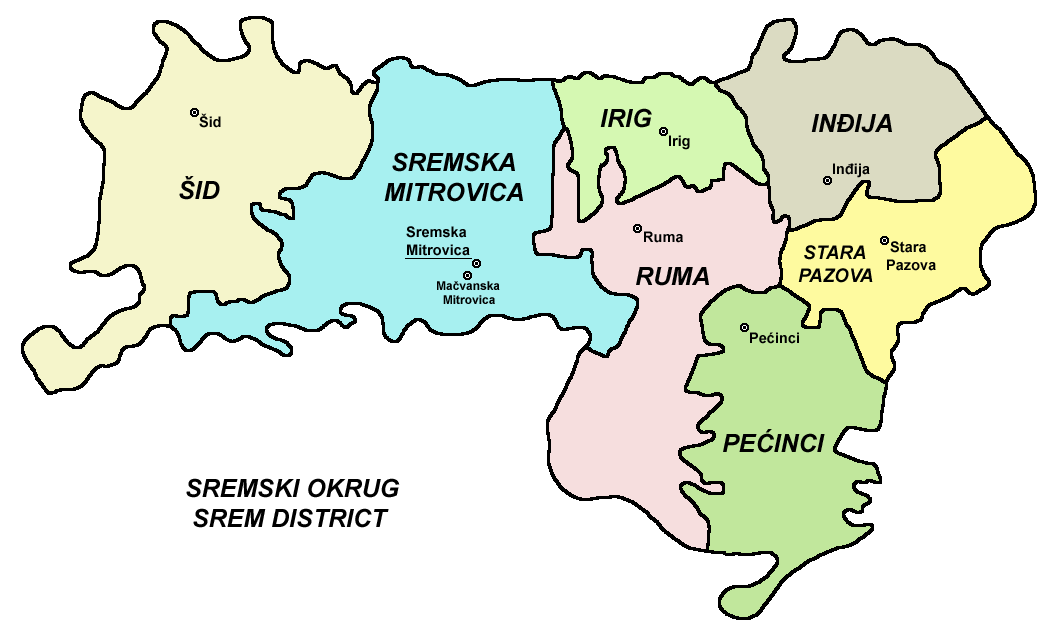

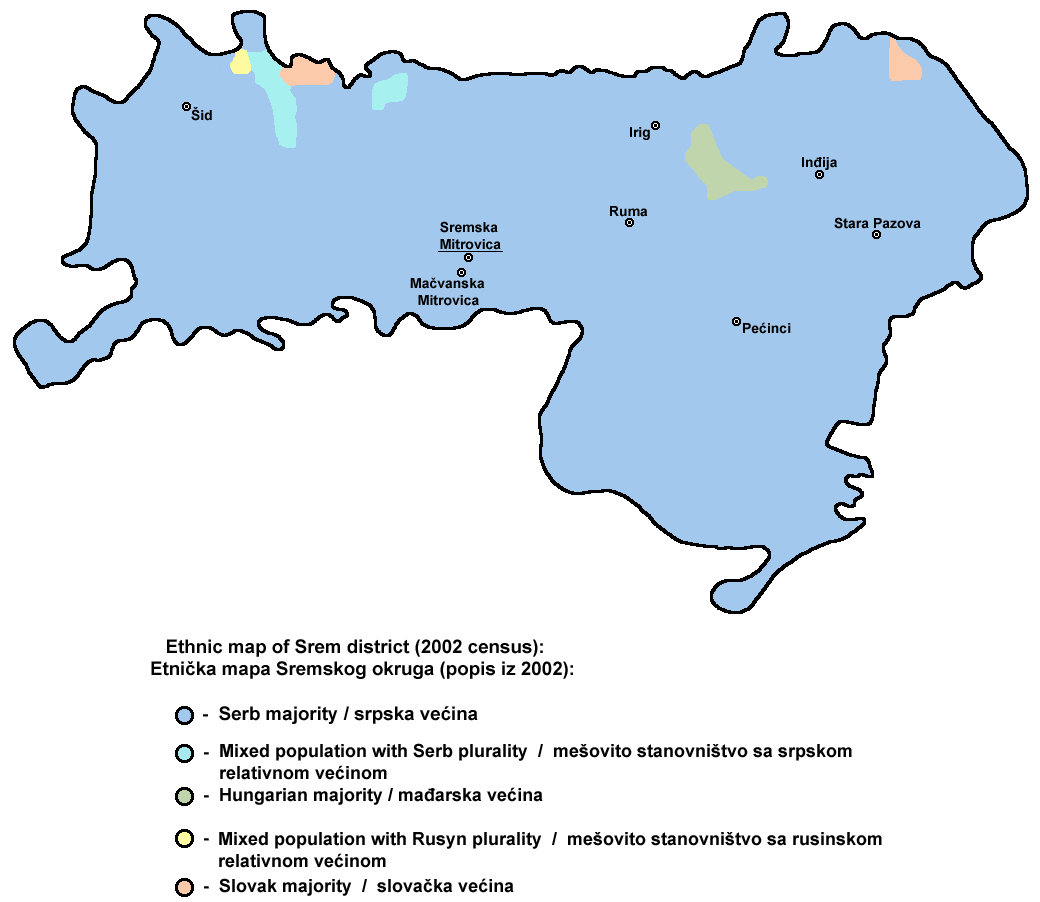

Сре́мський о́круг (серб. Сремски округ) — адміністративний округ в Сербії, в складі автономного краю Воєводина. Адміністративний центр — місто Сремська Митровиця.

## Населення
Згідно з даними перепису 2002 року в окрузі проживало 335 901 особа, з них:
- серби — 84,5%
- хорвати — 3,1%
- словаки — 2,8%
- югослави — 1,5%
- угорці — 1,3%
- цигани — 1,0%

## Адміністративний поділ
Округ поділяється на 7 общин:
| № | Община             | Площа, км² | Населення, осіб (2002, перепис) | Кількість нас. пунктів |
| - | ------------------ | ---------- | ------------------------------- | ---------------------- |
| 1 | Інджия             | 385        | 49 510                          | 11                     |
| 2 | Іриг               | 230        | 12 329                          | 12                     |
| 3 | Печинці            | 489        | 21 506                          | 11                     |
| 4 | Рума               | 582        | 60 006                          | 17                     |
| 5 | Сремська Митровиця | 762        | 49 609                          | 26                     |
| 6 | Стара Пазова       | 351        | 67 576                          | 9                      |
| 7 | Шид                | 687        | 38 973                          | 19                     |